# Mercure (stacja metra)
Mercure – stacja metra w Lille, położona na linii 2. Znajduje się w miejscowości Tourcoing, w dzielnicy Gambetta. Stacja obsługuje centrum biznesowe Le Mercure i strefę mieszkalną l'Union.
Została oficjalnie otwarta 18 sierpnia 1999.